# Hengelesweiher (Naturschutzgebiet)
Das Gebiet Hengelesweiher ist ein mit Verordnung vom 2. August 1990 durch das Regierungspräsidium Tübingen ausgewiesenes Naturschutzgebiet (NSG-Nummer 4.171) im Gebiet der baden-württembergischen Gemeinde Isny im Allgäu im Landkreis Ravensburg in Deutschland.

## Lage
Das rund 53 Hektar große Naturschutzgebiet Hengelesweiher, benannt nach dem gleichnamigen Hengelesweiher, gehört naturräumlich zum Westallgäuer Hügelland. Es liegt etwa 3,5 Kilometer südöstlich der Stadtmitte Isnys, südlich der Bundesstraße 12, in der Gemarkung Großholzleute, auf einer Höhe von 722 m ü. NN. Das Schutzgebiet wird vom Maierhöfer Bach, der hier durch natürliche Gegebenheiten zum Weiher aufgestaut wird und wenige hundert Meter weiter in die Untere Argen mündet, durchflossen.

## Schutzzweck
Wesentlicher Schutzzweck ist die Erhaltung des Hengelesweihers, seiner charakteristischen Verlandungszonen und der sich anschließenden Riedgebiete als prägende Elemente der Kulturlandschaft im Naturraum und als ökologisch hochwertiges Lebensraummosaik einer artenreichen und zum Teil hochgradig bedrohten Tier- und Pflanzenwelt im Verbund der oberschwäbischen Feuchtgebiete.

## Flora und Fauna

### Flora
Von den 239 im Gebiet nachgewiesenen Pflanzenarten gelten dreißig als in Baden-Württemberg gefährdet, acht Arten als stark gefährdet. Aus der schützenswerten Flora sind folgende Spezies (Auswahl) zu nennen:
- Enziangewächse
  - Frühlings-Enzian (Gentiana verna), auch Schusternagerl, Rauchfangkehrer, Himmelsbläueli, Herrgottsliechtli oder Himmelsstengel genannt
  - Schwalbenwurz-Enzian (Gentiana asclepiadea)
- Fieberkleegewächse
  - Fieberklee oder Bitterklee (Menyanthes trifoliata)
- Glockenblumengewächse
  - Kugelige Teufelskralle (Phyteuma orbiculare)
- Hahnenfußgewächse
  - Sumpfdotterblume (Caltha palustris), oft auch als Schmalz-, Butter-, Eierblume, Wiesengold oder Goldrose bezeichnet
  - Zungen-Hahnenfuß (Ranunculus lingua), auch Großer Hahnenfuß
- Korbblütler
  - Sumpf-Löwenzahn
- Orchideen
  - Breitblättriges Knabenkraut (Dactylorhiza majalis), auch Breitblättrige Fingerwurz genannt
  - Einknollige Honigorchis (Herminium monorchis)
  - Fleischfarbenes Knabenkraut (Dactylorhiza incarnata), seltener auch Steifblättriges Knabenkraut genannt
  - Mücken-Händelwurz (Gymnadenia conopsea), auch Langsporn-, Fliegen- oder Große Händelwurz genannt
  - Sumpf-Stendelwurz (Epipactis palustris), auch als Weiße Sumpfwurz, Echte Sumpfwurz oder Sumpf-Sitter bekannt
- Sauergrasgewächse
  - Alpen-Rasenbinse (Trichophorum alpinum), auch Alpen-Haarsimse, Alpen-Haarbinse oder Alpen-Wollgras
  - Breitblättriges Wollgras (Eriophorum latifolium)
  - Saum-Segge (Carex hostiana)
  - Schlankes Wollgras (Eriophorum gracile)
- Simsenliliengewächse
  - Gewöhnliche Simsenlilie (Tofieldia calyculata) oder Kelchsimsenlilie
- Sommerwurzgewächse
  - Sumpfläusekraut (Pedicularis palustris)

### Fauna
Zur schützenswerten Fauna gehören neben unter anderem folgende Arten:
- Amphibien
  - Bergmolch oder Alpenmolch (Ichthyosaura alpestris)
  - Erdkröte (Bufo bufo)
  - Grasfrosch (Rana temporaria), auch Tau- oder Märzfrosch
  - Teichmolch (Lissotriton vulgaris)
- Insekten
  - Libellen
    - Gefleckte Smaragdlibelle (Somatochlora flavomaculata)
    - Kleiner Blaupfeil (Orthetrum coerulescens)

  - Schmetterlinge
    - Baldrian-Scheckenfalter oder Silberscheckenfalter (Melitaea diamina)
    - Großes Wiesenvögelchen (Coenonympha tullia)
    - Kleiner Moorbläuling (Maculinea alcon)
    - Mädesüß-Perlmuttfalter oder Violetter Silberfalter (Brenthis ino)
- Vögel
  - Rohrammer, Sumpfrohrsänger, Teichrohrsänger, Wasserralle und Zwergtaucher